# Vincent Jansz van der Vinne
Vincent Jansz van der Vinne (Haarlem, 1736. január 31.  – Haarlem, 1811. január 21.) holland festőművész, műszaki rajzoló, faliszőnyeg-tervező. Vincent van der Vinne dédunokája.

## Életútja
Haarlemben született. A festészet rejtelmeit apjától, Jan Laurentsz van der Vinnétől sajátította el, aki elsősorban botanikai témájú festményeket készített haarlemi virághagyma kereskedők számára. 1754-ben a haarlemi Szent Lukács céh tagja lett (a festők céhe). Vincent Jansz van der Vinne elsősorban itáliai tájképeket és csendéleteket festett, de számos faliszőnyeget is készített. Ő volt a frissen alapított Teylers Múzeum művészeti részlegének első kurátora 1778 és 1785 között. Végrendeletében a múzeum alapítója, Pieter Teyler van der Hulst úgy rendelkezett, hogy az általa alapított Fundatiehuis a művészeti társaság (Teylers Tweede Genootschap) mindenkori vezetőjének lakhelyéül szolgáljon. Így a ház első lakosa Vincent Jansz van der Vinne lett. Feladata volt a könyvtár állományának valamint a numizmatikai, festészeti és grafikai gyűjtemény fenntartása. Miután összetűzésbe került Martin van Marummal elhagyta a múzeumot, helyét Wybrand Hendricks vette át.
Ezt követően egy ideig műkereskedőként tevékenykedett. Felesége Marie van der Vinne volt. Gyermektelenül halt meg. Halála után testvérei a vagyonát elárverezték.